# Tipula (Lunatipula) oxytona
Tipula (Lunatipula) oxytona is een tweevleugelige uit de familie langpootmuggen (Tipulidae). De soort komt voor in het Nearctisch gebied.